# کوتاشتین چرنی
کوتاشتین چرنی (اوکراینی: Костянтин Михайлович Черній؛ زادهٔ ۱۷ اوت ۱۹۹۲) بازیکن فوتبال اهل اوکراین است.